# Ditmár
A Ditmár germán eredetű férfinév, jelentése: nép + híres.

## Gyakorisága
Az 1990-es években szórványos név, a 2000-es években nem szerepel a 100 leggyakoribb férfinév között.

## Névnapok
- január 2.[2]
- május 17.[2]